# Języki halmahersko-zachodnionowogwinejskie
Języki halmahersko-zachodnionowogwinejskie – grupa spokrewnionych języków austronezyjskich używanych w archipelagu Moluków, w południowej części wyspy Halmahera, oraz w regionie zatoki Cenderawasih na wschodzie Indonezji. Wraz z językami oceanicznymi tworzą grupę wschodnią w ramach języków malajsko-polinezyjskich. Według danych szacunkowych z 2016 r. posługuje się nimi 140 tys. osób.
Według serwisu Ethnologue ich podział wewnętrzny przedstawia się w następujący sposób :
- języki południowohalmaherskie
  - język irarutu
  - języki makian wschodni-gane
  - grupa południowo-wschodnia
- języki zachodnionowogwinejskie
  - języki półwyspu Bomberai
  - języki zatoki Cenderawasih

W ramach tej grupy klasyfikowanych jest ok. 40 języków. Nie należą do niej nieaustronezyjskie języki Halmahery (zob. języki północnohalmaherskie).
W większości są to słabo udokumentowane języki niewielkich społeczności. Najlepiej opisane z nich to taba (makian wschodni), buli i biak-numfor. Taba i biak-numfor mają stosunkowo duże społeczności użytkowników (według szacunków – kolejno 30–40 tys. i 70 tys.). Historycznie języki biak-numfor, wamesa i ma’ya przyjęły się w roli lingua franca. W regionie powszechna jest wielojęzyczność.
Pozycja języka irarutu nie została dobrze ustalona. Nie jest jasne, czy powinien być klasyfikowany w ramach tej gałęzi; być może należy do grupy centralnej. Klasyfikacja wielu języków półwyspu Bomberai i okolic, często słabo poznanych, stanowi przedmiot dyskusji. Ethnologue zalicza języki Raja Ampat do języków zatoki Cenderawasih (w obrębie języków zachodnionowogwinejskich), ale R. Blust (1978) przynajmniej część tych języków powiązał z południowohalmaherskimi (pozostałych nie rozważając w swojej propozycji). A.C.L. Remijsen (2001) uważa języki Raja Ampat za najbliżej spokrewnione właśnie z językami Halmahery, przy czym D. Kamholz (2014) nie uznaje języków Raja Ampat za spójną grupę genealogiczną (w ich miejsce wyróżnia kilka gałęzi). D. Kamholz (2014) próbnie zalicza tu również języki warembori i yoke, czasem uważane za nieaustronezyjskie.
Wykazują silne wpływy obce i wykształciły osobliwy profil typologiczny, jako rezultat długookresowego kontaktu z językami papuaskimi. Wiele elementów ich leksyki i morfosyntaktyki nie daje się sprowadzić do źródła praaustronezyjskiego. Do ich cech strukturalnych należą: rozwinięta morfologia fleksyjna, podział na dzierżawczość zbywalną i niezbywalną, szyk wyrazów possessor-possessum, umiejscowienie przeczenia na końcu zdania składowego. Wspólny prajęzyk miał cechować się monosylabizmem. Niektóre z tych języków (np. ma’ya, matbat, yeresiam) mają charakter tonalny, co odróżnia je od znakomitej większości reprezentantów rodziny austronezyjskiej.
Hipotezę o ich bliższym pokrewieństwie z językami oceanicznymi zaproponował R. Blust (1978). Pierwsze próby dokumentacji języków regionu, sięgające XIX w., były związane z działalnością misjonarzy i administracji holenderskiej. Rozwój nowoczesnych i szeroko zakrojonych badań nad tymi językami przypadł na pocz. XXI w.